# ブダイ
ブダイ (学名:Calotomus japonicus)は、ブダイ科の魚。

## 名称
ブダイという名前の由来には、いくつかの説があり、身体が鎧を着た武士のようなので『武鯛』、ヒラヒラと舞うように泳ぐ姿から『舞鯛』、鯛に比べて不格好ということで『醜鯛』もしくは『不鯛』という説がある。

### 地方名
アカブダイ(神奈川県三崎、静岡県伊豆地方)、トネ（三重県）、ウシ、クズナ（大阪府堺市）、イガミ（関西、紀伊、高知県など）、エガミ（高知県）、モハン（熊本県）、ハチウオ、ハチキ（鹿児島県）エラブチ(奄美群島)、アカエラブチャー（沖縄県）、ウーフー（小笠原諸島）。

## 分布
本州中部以南、韓国、台湾に分布する。

## 形態
全長30-40cm。ベラに似た体型だが、やや体高が高く、頭部が大きい。オスはやや青みがかっていて、メスはやや赤みがかっている。ブダイ科の魚は、歯が癒合し嘴のようになっている種が多いが、本種の癒合は不完全である。

## 生態
浅い海の海底の岩礁域に生息する。食性は春から秋にかけては底に棲む動物を食べ、冬は海藻食に変化する。

## 利用
食用になる。雑食であるために夏場は磯臭さが強く、あまり評価は高くないが、秋から旬である冬にかけてはハバノリなどを食べるため、「寒ブダイ」として賞味される。刺身にすると美味だが、クセが強いので、生姜や葱といった薬味の工夫が必要となる。また、洗いにして酢味噌で食したり、煮付けや鍋の具、から揚げやフライ、味噌漬け、干物にしてもよい。

## 釣り
本種は釣りの対象魚だが、網にかかることは少なく、ほとんどが磯釣りによって捕獲される。餌は夏場は甲殻類。冬場は海藻類。

## 文化
本種は旬が冬であるため、俳句などの季題になることもある。その際は『舞鯛』の名が用いられることが多い。また、江戸時代の外科医・武井周作の著書『魚鑑』にも本種についての記述がある。